# Niceforo Paleologo
Niceforo Paleologo (in greco: Νικηφόρος Παλαιολόγος; prima metà XI secolo – dopo il 1081) è stato un generale bizantino e il primo membro conosciuto della nobile famiglia bizantina dei Paleologi, che avrebbe retto il trono dell'impero bizantino dal 1259 al 1453.

## Biografia
Niceforo Paleologo è conosciuto per essere stato l'ultimo strategos della Mesopotamia, un thema soppresso nel 1071 dopo la catastrofica battaglia di Manzicerta, che vide l'imperatore bizantino Romano IV Diogene (1068-1071) sconfitto e catturato dai Turchi Selgiuchidi. Fu un fedele generale dell'imperatore Niceforo III Botaniate (1078-1081), come dimostra il fatto che, nel 1081, si oppose inutilmente al figlio Giorgio Paleologo, sostenitore invece dell'usurpatore Alessio I Comneno (1081-1118). Dopo questi fatti scompare dalle fonti, mentre suo figlio Giorgio giocò un ruolo di alto prestigio nel primo ventennio dall'incoronazione di Alessio.

## Discendenza
Niceforo Paleologo ebbe due figli maschi:
- Giorgio Paleologo, cognato dell'imperatore Alessio;
- Nicola Paleologo.